# Matías Almeyda
Matías Jesús Almeyda (Azul, Buenos Aires, 21 de diciembre de 1973) es un exfutbolista y entrenador de fútbol argentino. Actualmente dirige al Sevilla F. C. de la Primera División de España.  
Como futbolista, se destacó desde sus inicios como jugador de River Plate de Argentina, con el cual ganó la Copa Libertadores de América. Luego de una breve estadía en el Tigres UANL fc, fue transferido al fútbol italiano y allí representó a cuatro equipos durante siete temporadas y media. Sus mayores éxitos fueron con la S. S. Lazio, donde conquistó cuatro títulos nacionales y dos internacionales. 
En 2005, a los 31 años, decidió terminar su carrera. Sin embargo, retornó a la actividad al año siguiente y, tras unos pocos partidos en el Lyn noruego y en C. A. Fénix, de la cuarta división argentina, volvió a River Plate. Allí fue el capitán durante dos temporadas en las que no pudo evitar el primer descenso de la historia del club. Tras consumarse la pérdida de división, asumió como director técnico y logró el retorno a la primera categoría, lo cual también repitió dirigiendo a C. A. Banfield.

## Biografía
Hijo de Silvia y Oscar Almeyda, nació el 21 de diciembre de 1973 en la ciudad de Azul, a 300 km de la capital en la provincia de Buenos Aires. Está casado con Luciana García Pena, con la que tiene tres hijas: Sofía, Azul y Serena.
Empezó su carrera con el River Plate como suplente de Leonardo Astrada. Hizo su debut profesional con el club en 1992.
Es padrino de la Fundación de Integración Deportiva Powerchair Football Argentina que se trata de Fútbol en Sillas de Ruedas a Motor, un deporte de Alta Competencia que se juega bajo reglamentos FIPFA (Federación Internacional).
En 2018 fue comentarista en la Final de la UEFA Champions League 2017-18 para ESPN-ESPN 2

## Trayectoria

### Como jugador
Surgido de Cemento Armado, de su ciudad natal, Matías Almeyda ingresó en las divisiones inferiores de River Plate.
El 21 de febrero de 1992 hizo su debut sustituyendo a Leonardo Astrada en un partido contra Unión de Santa Fe en el que River ganó por 2-1, en ese entonces Daniel Passarella era el técnico.
En la década de los 90 los triunfos que acumuló el club se debieron en parte a su trabajo como mediocampista, y a la labor de sus compañeros de equipo: Enzo Francescoli, Hernán Crespo, Juan Pablo Sorín, Ángel David Comizzo, Julio Cruz, Ariel Ortega, Marcelo Salas, Leonardo Astrada y Marcelo Gallardo entre muchos otros. Ramón Díaz lo colocó como volante por derecha, puesto no muy familiar para Matías, pero que con el correr del tiempo, se adaptó inmediatamente a ese rol a pesar de su juventud, convirtiéndose en uno de los pilares del equipo. Tuvo una importancia decisiva en la obtención de la Copa Libertadores, al marcar el 1-0 en el partido de vuelta ante Universidad de Chile, que colocó a River Plate en esa final.
El año 1996 fue uno de los mejores años para «el pelado»-bautizado así cuando llegó al club por su corte de pelo-
Con River Plate como jugador conquistó 4 títulos: el Apertura 1991, Apertura 1993, Apertura 1994 y la Copa Libertadores 1996.

#### Paso por Europa
Tras afianzarse como titular en River -y rechazar una oferta de Real Madrid- en 1996 fue transferido al Sevilla Fútbol Club en poco más de 9 millones de dólares, cifra récord en ese momento para el fútbol argentino. Jugó una sola temporada a un bajo nivel y de allí fue traspasado al S.S. Lazio del fútbol italiano donde encontró su plenitud futbolística. En dicha institución Almeyda se consagró como el mejor futbolista del campeonato, y realizó un aporte decisivo para la obtención de diversos trofeos, destacándose el tan ansiado Scudetto en la temporada 1999/00; segundo y último campeonato ganado hasta aquí por la Lazio en su historia.
Fue un ídolo de la afición y la veneración hacia su entrega se proclamaba de manera explícita: la hinchada Tifosi exaltaba su amor en banderas que decían «Undici Almeyda» (Once Almeydas), en referencia al empuje y la gran personalidad con la que Matías pisaba el campo de juego. Compartió durante ese período la camiseta con compatriotas como Diego Simeone, José Chamot y Juan Sebastián Verón.
En total Almeyda conquistará en dicha institución 5 grandes títulos (Copa Italia '98, Supercopa de Italia '98, Recopa de Europa de la UEFA '99, Supercopa de Europa '99, y el ya mencionado campeonato de Serie A 99-00) que -sumado a sus trascendentales actuaciones en dichas competiciones- generó un incremento brusco de su cotización: en junio del 2000 fue transferido al Parma en 23 millones de dólares, incluido como parte de pago el traspaso del delantero Hernán Crespo de Parma a Lazio. Permaneció dos años y ganó una Copa Italia, para cerrar luego este primer ciclo europeo con otras dos temporadas en el Inter de Milán, lapso en el que sufrió una lesión importante en tibia y peroné de su pierna derecha.
A partir de allí comienza la última etapa de su carrera como futbolista en el Viejo Continente: estuvo a préstamo en el Brescia, en la temporada 2004/2005 para en, ese mismo año, retornar al fútbol argentino vistiendo la camiseta de Quilmes Atlético Club.
En 2005 el jugador anunció su retiro luego de rechazar volver a jugar en River Plate, aunque siguió jugando en el equipo de showbol junto a Diego Armando Maradona, Sergio Goycochea y otras exfiguras del seleccionado argentino. Sin embargo, en palabras del jugador «nunca se terminó de retirar» y en marzo de 2007, el FC Lyn Oslo de Noruega anunció su contratación junto con la del «Turu» Flores.

#### Regreso al fútbol profesional
A principios de 2009 el Club Atlético Fénix, que militaba en la cuarta división del fútbol argentino, anunció la contratación del mediocampista. Jugó cuatro partidos y fue expulsado en dos ocasiones.
Ese mismo año regresó a River Plate; el 30 de agosto de 2009, por la segunda fecha del Torneo Apertura, jugó su primer partido en el torneo, después de trece años sin vestir la camiseta de River Plate. Entró a los 43' del segundo tiempo reemplazando a Diego Buonanotte y a los dos minutos de juego ya había sido amonestado. Luego de trascendidos que indicaban su alejamiento de River Plate, en el mes de mayo renovó su contrato con el club de sus amores, hasta diciembre de 2010. En una entrevista para FIFA, dijo «Regalé años de felicidad», haciendo referencia a su retiro antes de tiempo. Manifestó en varias entrevistas que luego de su paso como jugador, y capitalizando toda su experiencia dentro y fuera de las canchas, pretendía ser Director Técnico.
Su regreso a River se vio marcado por varias actuaciones destacadas: en un Superclásico, «el Pelado» se fue expulsado por un disturbio entre él y el jugador de Boca Clemente Rodríguez, y se retiró del campo de juego de la Bombonera besándose la camiseta de River, un gesto por el que fue multado por el organismo de seguridad correspondiente.
«El Pelado» hizo su retiro oficial el 22 de junio de 2011, en el famoso partido de promoción de River contra Belgrano, en Córdoba, en el que el equipo de Nuñez perdió 2-0. Allí se ganó su quinta tarjeta amarilla, por lo que se perdió el partido de vuelta en el estadio Monumental; sin embargo, River no pudo dar vuelta el resultado, que terminó 1-1, y descendió a la segunda división del fútbol argentino por primera vez en su historia, en un hecho inédito para el fútbol argentino.

### Como entrenador

#### River Plate
El lunes 27 de junio de 2011 Almeyda asumió como Director Técnico del Club Atlético River Plate. A los 37 años, de un día para el otro, el Pelado dejó de ser futbolista de River y se convirtió en su entrenador, en el peor momento de la historia del club que acababa de descender a la Primera B Nacional. El 16 de agosto realizó su debut como entrenador en el banco de River Plate con una victoria por 1 a 0 frente a Chacarita Juniors, jugado en el Estadio Monumental. El Pelado terminaría la primera etapa del torneo de la Primera B Nacional en segundo lugar con 34 puntos en zona de ascenso directo, con 9 triunfos, 7 empates y 3 derrotas.
El ascenso se consumaría en la última fecha del campeonato. Su campaña constaría de 20 victorias, 13 empates y 5 derrotas, con 66 goles a favor y 28 en contra.
Luego de regresar a Primera, y tras un torneo irregular, con el equipo sin rumbo, el 28 de noviembre de 2012 el presidente Daniel Passarella le comunica que dejó de ser el director técnico de River Plate. Su corta campaña en la Primera división constaría de 5 victorias, 8 empates y 4 derrotas, con 25 goles a favor y 16 en contra.

#### Banfield
Meses después Almeyda asume como director técnico de Banfield en las fechas finales de la Primera B Nacional 2012/13. En la nueva temporada de la Primera B Nacional 2013/14 Almeyda se da el lujo de demostrar su experiencia como DT dando a Banfield un estilo de juego goleador y trayendo referentes y jugadores jóvenes con experiencia. El 15 de mayo de 2014, empatando con Douglas Haig, Banfield queda clasificado para pasar a primera división, siendo el segundo equipo que el entrenador hace acceder a esta categoría.
El 31 de mayo de 2014, tras una exitosa campaña, saca campeón a Banfield de la Primera B Nacional. El 3 de agosto de 2015 deja la conducción del equipo tras ganarle 4-1 a Arsenal de Sarandí. Parte a México para dirigir al popular Club Deportivo Guadalajara, equipo conocido como las Chivas. 

#### Club Deportivo Guadalajara
En su segundo partido de la Liga MX logra obtener la victoria en el clásico nacional de México contra el América, por un marcador de 1-2 en el Estadio Azteca. Esto le permite iniciar una relación de cercanía y complicidad con los aficionados. El 4 de noviembre de 2015 logra su primer título en el Club Deportivo Guadalajara, el cual es también su primer título como entrenador en Primera División. El conjunto rojiblanco lo consiguió al ganarle de visita, por marcador 0-1, al Club León, coronándose así como Campeón de la Copa MX Apertura 2015. El 10 de julio de 2016 logra su segundo título en el Club Deportivo Guadalajara al ganarle en el StubHub Center a los Tiburones Rojos de Veracruz por marcador de 2-0 y así consagrarse Campeón de la SuperCopa MX 2015-2016. El 19 de abril de 2017 obtiene otra Copa MX, luego de vencer 3-1 en penales al Club Atlético Monarcas Morelia en la final disputada en el Estadio Chivas. Alrededor de un mes después consigue romper una racha sin título de Liga después de nueve años y medio sin un título de Primera División, derrotan 3-2 a los Tigres de la UANL y así las Chivas obtienen la duodécima Liga. El 25 de abril de 2018 logró el título de la Liga de Campeones de la CONCACAF, al ganarle al Toronto FC por 4-2 en los penales (luego de sendos 2-1 y 1-2 en Toronto y México respectivamente). Así el Guadalajara se adjudicó su segunda corona en el torneo de la Concacaf, la primera desde 1962, y mantuvo la hegemonía de los clubes aztecas en el certamen, que han dominado de manera ininterrumpida desde 2006.
En junio de 2018 el entrenador argentino dejó el club mexicano tras argumentar «divergencias con la dirigencia de la institución». Un destrato inexplicable para un técnico que llegó a ser el más exitoso en los últimos 40 años, con cinco títulos en tres años.
Recibió propuestas de Costa Rica, Paraguay y otras.
La partida del Pelado resultó en el punto de inflexión para la caída del chiverío. El «Rebaño» bajo el comando de José Saturnino Cardozo tocó fondo cuando encajó el segundo 0-2 ante las Águilas en partido válido por la jornada 11 del Torneo de Clausura de la Liga MX, habiendo caído por idéntico marcador en los cuartos de final de la Copa MX la semana anterior ante el mismo acérrimo enemigo.

#### San Jose Earthquakes FC
El 8 de octubre de 2018, Almeyda fue designado como el nuevo entrenador del San Jose Earthquakes de la MLS. Fue muy emotivo su primer encuentro con la parcialidad: bajo una intensa lluvia, el Pelado se atrevió a salir del escenario donde era presentado, y mojándose ya que no tenía paraguas, arengó a todos los aficionados que se habían acercado a que sumen su granito de arena por el equipo.
No obstante, el entrenador argentino encontró dificultades para encarrilar a su escuadra. En la MLS selló el peor inicio de su carrera, con tres derrotas en tres encuentros, aunque luego consiguió enderezar el rumbo cuando el Earthquakes logró su primera victoria del año, un 3-0 frente al vigente subcampeón de la MLS, el Portland Timbers jugando de local, junto a un valioso empate 2-2 frente al Seattle Sounders en calidad de visitante.. El 18 de abril del 2022, se anuncia su salida del club en mutuo acuerdo.

#### AEK Atenas
El 20 de mayo de 2022, Almeyda fue designado como el nuevo entrenador del AEK Atenas de la Superliga de Grecia. El 10 de enero de 2023, el argentino renovó su contrato con el AEK hasta 2028. En su primera temporada, se coronó campeón de la Superliga de Grecia 2022-23 al terminar 5 puntos por delante del Panathinaikos. El 24 de mayo, lograría el doblete luego de vencer al PAOK en la Copa de Grecia. Luego de dos temporadas sin títulos, se anunció su salida del club en mayo de 2025.

#### Sevilla F. C.
El 16 de junio de 2025, fue oficializado al frente del Sevilla F. C. y firmó un contrato por tres temporadas.

## Selección nacional
Fue internacional con la Selección de fútbol de Argentina en 40 oportunidades, y participó en los Juegos Olímpicos de Atlanta 1996 en donde ganó la medalla plateada realizando unas buenas actuaciones, y siendo titular en la mayoría de los partidos, además fue internacional con la camiseta nacional en las Copas del Mundo Francia 1998 y Corea-Japón 2002.

### Participaciones en torneos internacionales
| Torneo                           | Sede                  | Resultado        | Partidos | Goles |
| -------------------------------- | --------------------- | ---------------- | -------- | ----- |
| Preolímpico Sudamericano de 1996 | Argentina             | Subcampeón       | 7        | 0     |
| Juegos Olímpicos de Atlanta 1996 | Estados Unidos        | Medalla de Plata | 6        | 0     |
| Copa Mundial de 1998             | Francia               | Cuartos de final | 5        | 0     |
| Copa Mundial de 2002             | Corea del Sur y Japón | Fase de grupos   | 1        | 0     |

### Participaciones en Eliminatorias
| Eliminatorias     | Resultado   | Partidos | Goles |
| ----------------- | ----------- | -------- | ----- |
| Eliminatoria 1998 | Clasificado | 12       | 0     |
| Eliminatoria 2002 | Clasificado | 8        | 1     |
| Eliminatoria 2006 | Clasificado | 4        | 0     |

### Partidos en la selección nacional
| 1               | 18 de febrero de 1996    | Estadio José María Minella, Mar del Plata, Argentina                  | 6-0       | Ecuador              | Preolímpico Sub-23 de 1996      |             |
| 2               | 20 de febrero de 1996    | Estadio José María Minella, Mar del Plata, Argentina                  | 2-1       | Chile                | Preolímpico Sub-23 de 1996      |             |
| 3               | 22 de febrero de 1996    | Estadio José María Minella, Mar del Plata, Argentina                  | 3-0       | Venezuela            | Preolímpico Sub-23 de 1996      |             |
| 4               | 26 de febrero de 1996    | Estadio José María Minella, Mar del Plata, Argentina                  | 4-0       | Colombia             | Preolímpico Sub-23 de 1996      |             |
| 5               | 1 de marzo de 1996       | Estadio José María Minella, Mar del Plata, Argentina                  | 2-0       | Uruguay              | Preolímpico Sub-23 de 1996      |             |
| 6               | 3 de marzo de 1996       | Estadio José María Minella, Mar del Plata, Argentina                  | 2-0       | Venezuela            | Preolímpico Sub-23 de 1996      |             |
| 7               | 6 de marzo de 1996       | Estadio José María Minella, Mar del Plata, Argentina                  | 1-1       | Brasil               | Preolímpico Sub-23 de 1996      |             |
| 8               | 20 de julio de 1996      | Legion Field, Alabama, Estados Unidos                                 | 3-1       | Estados Unidos       | Juegos Olímpicos de 1996        |             |
| 9               | 22 de julio de 1996      | Robert F. Kennedy Memorial Stadium, Washington D. C., Estados Unidos  | 1-1       | Portugal             | Juegos Olímpicos de 1996        |             |
| 10              | 24 de julio de 1996      | Legion Field, Alabama, Estados Unidos                                 | 1-1       | Túnez                | Juegos Olímpicos de 1996        |             |
| 11              | 27 de julio de 1996      | Legion Field, Alabama, Estados Unidos                                 | 4-0       | España               | Juegos Olímpicos de 1996        |             |
| 12              | 30 de julio de 1996      | Sanford Stadium, Georgia, Estados Unidos                              | 2-0       | Portugal             | Juegos Olímpicos de 1996        |             |
| 13              | 3 de agosto de 1996      | Sanford Stadium, Georgia, Estados Unidos                              | 2-3       | Nigeria              | Juegos Olímpicos de 1996        |             |
| Selección Mayor |                          |                                                                       |           |                      |                                 |             |
| 1               | 24 de abril de 1996      | Estadio Monumental, Buenos Aires, Argentina                           | 3-1       | Bolivia              | Clasificación Copa Mundial 1998 |             |
| 2               | 2 de junio de 1996       | Estadio Olímpico Atahualpa, Quito, Ecuador                            | 0-2       | Ecuador              | Clasificación Copa Mundial 1998 |             |
| 3               | 7 de junio de 1996       | Estadio Nacional del Perú, Lima, Perú                                 | 0-0       | Perú                 | Clasificación Copa Mundial 1998 |             |
| 4               | 1 de septiembre de 1996  | Estadio Monumental, Buenos Aires, Argentina                           | 1-1       | Paraguay             | Clasificación Copa Mundial 1998 |             |
| 5               | 9 de octubre de 1996     | Estadio Polideportivo de Pueblo Nuevo, Táchira, Venezuela             | 5-2       | Venezuela            | Clasificación Copa Mundial 1998 |             |
| 6               | 15 de diciembre de 1996  | Estadio Monumental, Buenos Aires, Argentina                           | 1-1       | Chile                | Clasificación Copa Mundial 1998 | 38'         |
| 7               | 12 de enero de 1997      | Estadio Centenario, Montevideo, Uruguay                               | 0-0       | Uruguay              | Clasificación Copa Mundial 1998 | 75'         |
| 8               | 30 de abril de 1997      | Estadio Monumental, Buenos Aires, Argentina                           | 2-1       | Ecuador              | Clasificación Copa Mundial 1998 |             |
| 9               | 8 de junio de 1997       | Estadio Monumental, Buenos Aires, Argentina                           | 2-0       | Perú                 | Clasificación Copa Mundial 1998 | 29'         |
| 10              | 6 de julio de 1997       | Estadio Defensores del Chaco, Asunción, Paraguay                      | 2-1       | Paraguay             | Clasificación Copa Mundial 1998 | 52'         |
| 11              | 10 de septiembre de 1997 | Estadio Nacional de Chile, Santiago, Chile                            | 2-1       | Chile                | Clasificación Copa Mundial 1998 | 84'         |
| 12              | 12 de octubre de 1997    | Estadio Monumental, Buenos Aires, Argentina                           | 0-0       | Uruguay              | Clasificación Copa Mundial 1998 | 29'         |
| 13              | 15 de abril de 1998      | Estadio Teddy Kollek, Jerusalén, Israel                               | 1-2       | Israel               | Amistoso                        | -           |
| 14              | 22 de abril de 1998      | Lansdowne Road, Dublín, Irlanda                                       | 2-0       | Irlanda              | Amistoso                        | -           |
| 15              | 29 de abril de 1998      | Estadio Maracaná, Río de Janeiro, Brasil                              | 1-0       | Brasil               | Amistoso                        | -           |
| 16              | 14 de mayo de 1998       | Estadio Olímpico de Córdoba, Córdoba, Argentina                       | 5-0       | Bosnia y Herzegovina | Amistoso                        | -           |
| 17              | 19 de mayo de 1998       | Estadio Malvinas Argentinas, Mendoza, Argentina                       | 1-0       | Chile                | Amistoso                        | -           |
| 18              | 25 de mayo de 1998       | Estadio Monumental, Buenos Aires, Argentina                           | 2-0       | Sudáfrica            | Amistoso                        | -           |
| 19              | 14 de junio de 1998      | Stade de Toulouse, Toulouse, Francia                                  | 1-0       | Japón                | Copa Mundial de Fútbol de 1998  |             |
| 20              | 21 de junio de 1998      | Parc des Princes, París, Francia                                      | 5-0       | Jamaica              | Copa Mundial de Fútbol de 1998  |             |
| 21              | 26 de junio de 1998      | Parc Lescure, Burdeos, Francia                                        | 1-0       | Croacia              | Copa Mundial de Fútbol de 1998  |             |
| 22              | 30 de junio de 1998      | Stade Geoffroy-Guichard, Saint-Étienne, Francia                       | 2-2 (4-3) | Inglaterra           | Copa Mundial de Fútbol de 1998  | 73'         |
| 23              | 4 de julio de 1998       | Stade Vélodrome, Marsella, Francia                                    | 1-2       | Países Bajos         | Copa Mundial de Fútbol de 1998  | 67'         |
| 24              | 14 de noviembre de 1999  | Estadio Olímpico de Montjuïc, Barcelona, España                       | 0-2       | Espanyol             | Amistoso                        |             |
| 25              | 4 de junio de 2000       | Estadio Monumental, Buenos Aires, Argentina                           | 1-0       | Bolivia              | Clasificación Copa Mundial 2002 | 85'         |
| 26              | 26 de julio de 2000      | Estadio Morumbi, Sāo Paulo, Brasil                                    | 1-3       | Brasil               | Clasificación Copa Mundial 2002 | 39' 45' 70' |
| 27              | 15 de noviembre de 2000  | Estadio Nacional de Chile, Santiago, Chile                            | 2-0       | Chile                | Clasificación Copa Mundial 2002 |             |
| 28              | 14 de agosto de 2001     | Estadio Olímpico Atahualpa, Quito, Ecuador                            | 2-0       | Ecuador              | Clasificación Copa Mundial 2002 | 65'         |
| 29              | 5 de septiembre de 2001  | Estadio Monumental, Buenos Aires, Argentina                           | 2-1       | Brasil               | Clasificación Copa Mundial 2002 | 87'         |
| 30              | 6 de octubre de 2001     | Estadio Defensores del Chaco, Asunción, Paraguay                      | 2-2       | Paraguay             | Clasificación Copa Mundial 2002 | 61'         |
| 31              | 8 de noviembre de 2001   | Estadio Monumental, Buenos Aires, Argentina                           | 2-0       | Perú                 | Clasificación Copa Mundial 2002 |             |
| 32              | 14 de noviembre de 2001  | Estadio Centenario, Montevideo, Uruguay                               | 1-1       | Uruguay              | Clasificación Copa Mundial 2002 |             |
| 33              | 27 de marzo de 2002      | Stade des Charmilles, Ginebra, Suiza                                  | 2-2       | Camerún              | Amistoso                        | -           |
| 34              | 17 de abril de 2002      | Gottlieb-Daimler-Stadion, Stuttgart, Alemania                         | 1-0       | Alemania             | Amistoso                        | -           |
| 35              | 12 de junio de 2002      | Estadio de Miyagi, Miyagi, Japón                                      | 1-1       | Suecia               | Copa Mundial de Fútbol de 2002  | 57' 63'     |
| 36              | 20 de noviembre de 2002  | Estadio Saitama 2002, Saitama, Japón                                  | 2-0       | Japón                | Amistoso                        | -           |
| 37              | 20 de agosto de 2003     | Estadio Artemio Franchi, Florencia, Italia                            | 3-2       | Uruguay              | Amistoso                        | -           |
| 38              | 6 de septiembre de 2003  | Estadio Monumental, Buenos Aires, Argentina                           | 2-2       | Chile                | Clasificación Copa Mundial 2006 | 69'         |
| 39              | 9 de septiembre de 2003  | Estadio Olímpico de la Univ. Central de Venezuela, Caracas, Venezuela | 3-0       | Venezuela            | Clasificación Copa Mundial 2006 | 81'         |
| 40              | 15 de noviembre de 2003  | Estadio Monumental, Buenos Aires, Argentina                           | 3-0       | Bolivia              | Clasificación Copa Mundial 2006 | 83' 90'     |
| 41              | 18 de noviembre de 2003  | Estadio Metropolitano Roberto Meléndez, Barranquilla, Colombia        | 1-1       | Colombia             | Clasificación Copa Mundial 2006 |             |

## Estadísticas

### Como jugador

#### En clubes
| River Plate Argentina                                          | 1.ª                 |                     |     |   |    |   |    |   |   |   |     |    |
| River Plate Argentina                                          | 1.ª                 | 1992                | 2   | 0 | —  | — | —  | — | — | — | 2   | 0  |
| River Plate Argentina                                          | 1.ª                 | 1992-93             | 2   | 0 | —  | — | 1  | 0 | — | — | 3   | 0  |
| River Plate Argentina                                          | 1.ª                 | 1993-94             | 14  | 0 | 1  | 0 | —  | — | — | — | 15  | 0  |
| River Plate Argentina                                          | 1.ª                 | 1994-95             | 25  | 1 | —  | — | 8  | 1 | — | — | 33  | 2  |
| River Plate Argentina                                          | 1.ª                 | 1995-96             | 24  | 2 | —  | — | 20 | 1 | — | — | 44  | 3  |
| River Plate Argentina                                          | 1.ª                 | 1996                | 1   | 0 | —  | — | —  | — | — | — | 1   | 0  |
| River Plate Argentina                                          | Total 1.ª etapa     | Total 1.ª etapa     | 68  | 3 | 1  | 0 | 29 | 2 | 0 | 0 | 98  | 5  |
| Sevilla FC · España                                            | 1.ª                 | 1996-97             | 28  | 0 | 2  | 0 | —  | — | — | — | 30  | 0  |
| SS Lazio · Italia                                              | 1.ª                 | 1997-98             | 19  | 0 | 2  | 0 | 7  | 0 | — | — | 28  | 0  |
| SS Lazio · Italia                                              | 1.ª                 | 1998-99             | 25  | 1 | 5  | 0 | 6  | 0 | — | — | 36  | 1  |
| SS Lazio · Italia                                              | 1.ª                 | 1999-00             | 19  | 1 | 2  | 0 | 8  | 0 | — | — | 29  | 1  |
| SS Lazio · Italia                                              | Total club          | Total club          | 63  | 2 | 9  | 0 | 21 | 0 | 0 | 0 | 93  | 2  |
| Parma AC · Italia                                              | 1.ª                 | 2000-01             | 16  | 0 | 3  | 0 | 4  | 0 | — | — | 23  | 0  |
| Parma AC · Italia                                              | 1.ª                 | 2001-02             | 18  | 0 | 4  | 0 | 5  | 0 | — | — | 27  | 0  |
| Parma AC · Italia                                              | Total club          | Total club          | 34  | 0 | 7  | 0 | 9  | 0 | 0 | 0 | 50  | 0  |
| Inter de Milán · Italia                                        | 1.ª                 | 2002-03             | 16  | 0 | —  | — | 10 | 1 | — | — | 26  | 1  |
| Inter de Milán · Italia                                        | 1.ª                 | 2003-04             | 11  | 0 | 3  | 0 | 7  | 0 | — | — | 21  | 0  |
| Inter de Milán · Italia                                        | Total club          | Total club          | 27  | 0 | 3  | 0 | 17 | 1 | 0 | 0 | 47  | 1  |
| Brescia Calcio · Italia                                        | 1.ª                 | 2004                | 5   | 0 | —  | — | —  | — | — | — | 5   | 0  |
| Quilmes AC Argentina                                           | 1.ª                 | 2005                | —   | — | —  | — | 5  | 0 | — | — | 5   | 0  |
| Entre 2005 y 2007 abandona la práctica del fútbol profesional. |                     |                     |     |   |    |   |    |   |   |   |     |    |
| Lyn Oslo · Noruega                                             | 1.ª                 | 2007                | 2   | 0 | 2  | 3 | —  | — | — | — | 4   | 3  |
| Entre 2007 y 2009 abandona la práctica del fútbol profesional. |                     |                     |     |   |    |   |    |   |   |   |     |    |
| CA Fénix Argentina                                             | 4.ª                 | 2009                | 4   | 0 | —  | — | —  | — | — | — | 4   | 0  |
| River Plate Argentina                                          | 1.ª                 | 2009-10             | 30  | 0 | —  | — | —  | — | — | — | 30  | 0  |
| River Plate Argentina                                          | 1.ª                 | 2010-11             | 31  | 0 | —  | — | —  | — | 1 | 0 | 32  | 0  |
| River Plate Argentina                                          | Total 2.ª etapa     | Total 2.ª etapa     | 61  | 0 | 0  | 0 | 0  | 0 | 1 | 0 | 62  | 0  |
| River Plate Argentina                                          | Total club          | Total club          | 129 | 3 | 1  | 0 | 29 | 2 | 1 | 0 | 160 | 5  |
| Total en su carrera                                            | Total en su carrera | Total en su carrera | 292 | 5 | 23 | 3 | 81 | 3 | 1 | 0 | 397 | 11 |
| 1. 2. 3. 4.                                                    |                     |                     |     |   |    |   |    |   |   |   |     |    |

#### En selecciones nacionales
| Selección                   | Año                 | Amistosos | Amistosos | Sudamérica(1) | Sudamérica(1) | Mundial(2) | Mundial(2) | Total | Total |
| Selección                   | Año                 | Part.     | Goles     | Part.         | Goles         | Part.      | Goles      | Part. | Goles |
| --------------------------- | ------------------- | --------- | --------- | ------------- | ------------- | ---------- | ---------- | ----- | ----- |
| Sub-23 y Olímpica Argentina | 1996                | —         | —         | 7             | 0             | 6          | 0          | 13    | 0     |
| Absoluta Argentina          | 1996                | —         | —         | 6             | 0             | —          | —          | 6     | 0     |
| Absoluta Argentina          | 1997                | —         | —         | 6             | 0             | —          | —          | 6     | 0     |
| Absoluta Argentina          | 1998                | 6         | 0         | —             | —             | 5          | 0          | 11    | 0     |
| Absoluta Argentina          | 1999                | 1         | 0         | —             | —             | —          | —          | 1     | 0     |
| Absoluta Argentina          | 2000                | —         | —         | 3             | 1             | —          | —          | 3     | 1     |
| Absoluta Argentina          | 2001                | —         | —         | 5             | 0             | —          | —          | 5     | 0     |
| Absoluta Argentina          | 2002                | 3         | 0         | —             | —             | 1          | 0          | 4     | 0     |
| Absoluta Argentina          | 2003                | 1         | 0         | 4             | 0             | —          | —          | 5     | 0     |
| Absoluta Argentina          | Total               | 11        | 0         | 24            | 1             | 6          | 0          | 41    | 1     |
| Total en su carrera         | Total en su carrera | 11        | 0         | 31            | 1             | 12         | 0          | 54    | 1     |

#### Resumen estadístico
| Competición           | Partidos | Goles |
| --------------------- | -------- | ----- |
| Liga                  | 291      | 5     |
| Copas nacionales      | 23       | 3     |
| Copas internacionales | 81       | 3     |
| Selección Argentina   | 54       | 1     |
| Total                 | 462      | 12    |

### Como entrenador
| Equipo                              | Div.                | Temporada           | Liga | Liga | Liga | Liga | Liga |    | Copa | Copa | Copa | Copa |    | Internacional | Internacional | Internacional | Internacional | Internacional |   | Otros | Otros | Otros | Otros |     | Totales     | Totales | Totales | Totales | Totales | Totales | Totales | Totales | Totales |
| Equipo                              | Div.                | Temporada           | PD   | G    | E    | P    | Pos. | PD | G    | E    | P    | PD   | G  | E             | P             | Pos.          | PD            | G             | E | P     | PD    | G     | E     | P   | Rendimiento | GF      | GC      | Dif.    | Ptos.   |         |         |         |         |
| ----------------------------------- | ------------------- | ------------------- | ---- | ---- | ---- | ---- | ---- | -- | ---- | ---- | ---- | ---- | -- | ------------- | ------------- | ------------- | ------------- | ------------- | - | ----- | ----- | ----- | ----- | --- | ----------- | ------- | ------- | ------- | ------- | ------- | ------- | ------- | ------- |
| River Plate Argentina               | 2.ª                 | 2011-12             | 38   | 20   | 13   | 5    | 1.º  | 5  | 4    | 1    | 0    | -    | -  | -             | -             | -             | -             | -             | - | -     | 43    | 24    | 14    | 5   | 66.66%      | 72      | 29      | +43     | 86      |         |         |         |         |
| River Plate Argentina               | 1.ª                 | 2012-13             | 17   | 5    | 8    | 4    | Inc. | -  | -    | -    | -    | -    | -  | -             | -             | -             | -             | -             | - | -     | 17    | 5     | 8     | 4   | 45.1%       | 25      | 16      | +9      | 23      |         |         |         |         |
| River Plate Argentina               | Total               | Total               | 55   | 25   | 21   | 9    | -    | 5  | 4    | 1    | 0    | -    | -  | -             | -             | -             | -             | -             | - | -     | 60    | 29    | 22    | 9   | 60.55%      | 97      | 45      | +52     | 109     |         |         |         |         |
| Banfield Argentina                  | 2.ª                 | 2012-13             | 11   | 5    | 3    | 3    | 4.º  | 2  | 1    | 1    | 0    | -    | -  | -             | -             | -             | -             | -             | - | -     | 13    | 6     | 4     | 3   | 56.41%      | 16      | 11      | +5      | 22      |         |         |         |         |
| Banfield Argentina                  | 2.ª                 | 2013-14             | 42   | 22   | 12   | 8    | 1.º  | 3  | 2    | 1    | 0    | -    | -  | -             | -             | -             | -             | -             | - | -     | 45    | 24    | 13    | 8   | 62.96%      | 80      | 42      | +38     | 85      |         |         |         |         |
| Banfield Argentina                  | 1.ª                 | 2014                | 19   | 5    | 5    | 9    | 17.º | -  | -    | -    | -    | -    | -  | -             | -             | -             | -             | -             | - | -     | 19    | 5     | 5     | 9   | 35.09%      | 25      | 25      | +0      | 20      |         |         |         |         |
| Banfield Argentina                  | 1.ª                 | 2015                | 19   | 8    | 5    | 6    | Inc. | 2  | 1    | 0    | 1    | -    | -  | -             | -             | -             | -             | -             | - | -     | 21    | 9     | 5     | 7   | 50.8%       | 27      | 24      | +3      | 32      |         |         |         |         |
| Banfield Argentina                  | Total               | Total               | 91   | 40   | 25   | 26   | -    | 7  | 4    | 2    | 1    | -    | -  | -             | -             | -             | -             | -             | - | -     | 98    | 44    | 27    | 27  | 54.08%      | 148     | 102     | +36     | 159     |         |         |         |         |
| Guadalajara · México                | 1.ª                 | 2015-A              | 9    | 4    | 2    | 3    | 13.º | 4  | 4    | 0    | 0    | -    | -  | -             | -             | -             | -             | -             | - | -     | 13    | 8     | 2     | 3   | 66.67%      | 16      | 13      | +3      | 26      |         |         |         |         |
| Guadalajara · México                | 1.ª                 | 2016-C              | 19   | 7    | 8    | 4    | 1/4  | 6  | 3    | 0    | 3    | -    | -  | -             | -             | -             | 1             | 1             | 0 | 0     | 26    | 11    | 8     | 7   | 52.57%      | 32      | 21      | +11     | 41      |         |         |         |         |
| Guadalajara · México                | 1.ª                 | 2016-A              | 19   | 8    | 5    | 6    | 1/4  | 8  | 3    | 4    | 1    | -    | -  | -             | -             | -             | -             | -             | - | -     | 27    | 11    | 9     | 7   | 51.85%      | 29      | 27      | +2      | 42      |         |         |         |         |
| Guadalajara · México                | 1.ª                 | 2017-C              | 23   | 9    | 9    | 5    | 1.º  | -  | -    | -    | -    | -    | -  | -             | -             | -             | -             | -             | - | -     | 23    | 9     | 9     | 5   | 52.17%      | 28      | 24      | +4      | 36      |         |         |         |         |
| Guadalajara · México                | 1.ª                 | 2017-A              | 17   | 4    | 6    | 7    | 13.º | 8  | 5    | 3    | 0    | -    | -  | -             | -             | -             | -             | -             | - | -     | 25    | 9     | 9     | 7   | 48%         | 34      | 30      | +4      | 36      |         |         |         |         |
| Guadalajara · México                | 1.ª                 | 2018-C              | 17   | 3    | 6    | 8    | 17.º | -  | -    | -    | -    | 8    | 5  | 1             | 2             | 1.º           | -             | -             | - | -     | 25    | 8     | 7     | 10  | 41.33%      | 28      | 28      | +0      | 31      |         |         |         |         |
| Guadalajara · México                | Total               | Total               | 104  | 35   | 36   | 33   | -    | 26 | 15   | 7    | 4    | 8    | 5  | 1             | 2             | -             | 1             | 1             | 0 | 0     | 139   | 56    | 44    | 39  | 50.84%      | 167     | 143     | +24     | 212     |         |         |         |         |
| San Jose Earthquakes Estados Unidos | 1.ª                 | 2019                | 34   | 13   | 5    | 16   | 15.º | 2  | 1    | 0    | 1    | -    | -  | -             | -             | -             | -             | -             | - | -     | 36    | 14    | 5     | 17  | 43.52%      | 57      | 61      | -4      | 47      |         |         |         |         |
| San Jose Earthquakes Estados Unidos | 1.ª                 | 2020                | 20   | 6    | 5    | 9    | 16.° | 5  | 3    | 1    | 1    | -    | -  | -             | -             | -             | 1             | 0             | 1 | 0     | 26    | 9     | 7     | 10  | 43.59%      | 44      | 60      | -6      | 34      |         |         |         |         |
| San Jose Earthquakes Estados Unidos | 1.ª                 | 2021                | 34   | 10   | 11   | 13   | 21.° | -  | -    | -    | -    | -    | -  | -             | -             | -             | -             | -             | - | -     | 34    | 10    | 11    | 13  | 40.19%      | 46      | 54      | -8      | 41      |         |         |         |         |
| San Jose Earthquakes Estados Unidos | 1.ª                 | 2022                | 7    | 0    | 3    | 4    | Inc. | -  | -    | -    | -    | -    | -  | -             | -             | -             | -             | -             | - | -     | 7     | 0     | 3     | 4   | 14.29%      | 11      | 17      | -6      | 3       |         |         |         |         |
| San Jose Earthquakes Estados Unidos | Total               | Total               | 95   | 29   | 24   | 42   | -    | 7  | 4    | 1    | 2    | -    | -  | -             | -             | -             | 1             | 0             | 1 | 0     | 103   | 33    | 26    | 44  | 40.45%      | 158     | 192     | -34     | 125     |         |         |         |         |
| AEK Atenas · Grecia                 | 1.ª                 | 2022-23             | 36   | 26   | 5    | 5    | 1.º  | 8  | 7    | 0    | 1    | -    | -  | -             | -             | -             | -             | -             | - | -     | 44    | 33    | 5     | 6   | 78.79%      | 88      | 20      | +68     | 104     |         |         |         |         |
| AEK Atenas · Grecia                 | 1.ª                 | 2023-24             | 36   | 23   | 9    | 4    | 2.º  | 2  | 0    | 2    | 0    | 10   | 2  | 2             | 6             | FG            | -             | -             | - | -     | 48    | 25    | 13    | 10  | 61.11%      | 92      | 54      | +38     | 88      |         |         |         |         |
| AEK Atenas · Grecia                 | 1.ª                 | 2024-25             | 32   | 16   | 5    | 11   | 4.º  | 6  | 3    | 2    | 1    | 4    | 3  | 0             | 1             | 3ªR           | -             | -             | - | -     | 42    | 22    | 7     | 13  | 57.94%      | 64      | 42      | +20     | 73      |         |         |         |         |
| AEK Atenas · Grecia                 | Total               | Total               | 104  | 65   | 19   | 20   | -    | 16 | 10   | 4    | 2    | 14   | 5  | 2             | 7             | -             | -             | -             | - | -     | 134   | 80    | 25    | 29  | 65.92%      | 244     | 116     | +128    | 265     |         |         |         |         |
| Sevilla · España                    | 1.ª                 | 2025-26             | 1    | 0    | 0    | 1    | -    | 0  | 0    | 0    | 0    | -    | -  | -             | -             | -             | -             | -             | - | -     | 1     | 0     | 0     | 1   | 0%          | 2       | 3       | -1      | 0       |         |         |         |         |
| Sevilla · España                    | Total               | Total               | 1    | 0    | 0    | 1    | -    | 0  | 0    | 0    | 0    | -    | -  | -             | -             | -             | -             | -             | - | -     | 1     | 0     | 0     | 1   | 0%          | 2       | 3       | -1      | 0       |         |         |         |         |
| Total en su carrera                 | Total en su carrera | Total en su carrera | 450  | 194  | 125  | 131  | -    | 61 | 37   | 15   | 9    | 22   | 10 | 3             | 9             | -             | 2             | 1             | 1 | 0     | 535   | 242   | 144   | 149 | 54.2%       | 816     | 601     | +215    | 870     |         |         |         |         |
| 1. 2. 3. 4.                         |                     |                     |      |      |      |      |      |    |      |      |      |      |    |               |               |               |               |               |   |       |       |       |       |     |             |         |         |         |         |         |         |         |         |

#### Resumen estadístico
| Competición                        | Partidos | Ganados | Empatados | Perdidos | %      | Resultado        |
| ---------------------------------- | -------- | ------- | --------- | -------- | ------ | ---------------- |
| Primera B Nacional                 | 91       | 47      | 28        | 16       | 61.91% | Campeón          |
| Primera División de Argentina      | 55       | 18      | 18        | 19       | 43.64% | 8.º lugar        |
| Copa Argentina                     | 12       | 8       | 3         | 1        | 75%    | Semifinales      |
| Liga MX                            | 104      | 35      | 36        | 33       | 45.19% | Campeón          |
| Copa MX                            | 26       | 15      | 7         | 4        | 66.66% | Campeón          |
| Supercopa de México                | 1        | 1       | 0         | 0        | 100%   | Campeón          |
| MLS                                | 95       | 29      | 24        | 42       | 38.95% | 15.º lugar       |
| MLS Cup                            | 1        | 0       | 1         | 0        | 33.33% | Octavos de final |
| US Open Cup                        | 2        | 1       | 0         | 1        | 50%    | Octavos de final |
| MLS is Back                        | 5        | 3       | 1         | 1        | 66.67% | Cuartos de final |
| Superliga de Grecia                | 104      | 65      | 19        | 20       | 68.59% | Campeón          |
| Copa de Grecia                     | 16       | 10      | 4         | 2        | 70.83% | Campeón          |
| LaLiga                             | 1        | 0       | 0         | 1        | 0%     | En disputa       |
| Copa del Rey                       | 0        | 0       | 0         | 0        | 0%     | En disputa       |
| Liga de Campeones de la UEFA       | 4        | 1       | 1         | 2        | 33.33% | Fase previa      |
| Liga Europa de la UEFA             | 6        | 1       | 1         | 4        | 22.23% | Fase de grupos   |
| Liga Europa Conferencia de la UEFA | 4        | 3       | 0         | 1        | 75%    | Tercera ronda    |
| Liga de Campeones de la Concacaf   | 8        | 5       | 1         | 2        | 66.67% | Campeón          |
| TOTAL                              | 535      | 242     | 144       | 149      | 54.2%  | 9 Títulos        |

## Palmarés

### Como jugador

#### Campeonatos nacionales
| Título              | Club        | País      | Edición |
| ------------------- | ----------- | --------- | ------- |
| Primera División    | River Plate | Argentina | 1991-A  |
| Primera División    | River Plate | Argentina | 1993-A  |
| Primera División    | River Plate | Argentina | 1994-A  |
| Primera División    | River Plate | Argentina | 1996-A  |
| Copa Italia         | SS Lazio    | Italia    | 1997/98 |
| Supercopa de Italia | SS Lazio    | Italia    | 1998    |
| Serie A             | SS Lazio    | Italia    | 1999/00 |
| Copa Italia         | SS Lazio    | Italia    | 1999/00 |
| Copa Italia         | Parma AC    | Italia    | 2001/02 |

#### Copas internacionales
| Título              | Club               | Sede         | Año     |
| ------------------- | ------------------ | ------------ | ------- |
| Copa Libertadores   | River Plate        | Buenos Aires | 1996    |
| Juegos Olímpicos    | Argentina Olímpica | Atlanta      | 1996    |
| Recopa de Europa    | SS Lazio           | Birmingham   | 1998/99 |
| Supercopa de Europa | SS Lazio           | Mónaco       | 1999    |

### Como entrenador

#### Campeonatos nacionales
| Título              | Club        | País      | Año     |
| ------------------- | ----------- | --------- | ------- |
| Primera B Nacional  | River Plate | Argentina | 2012    |
| Primera B Nacional  | Banfield    | Argentina | 2014    |
| Copa MX             | Guadalajara | México    | 2015    |
| Supercopa MX        | Guadalajara | México    | 2016    |
| Copa MX             | Guadalajara | México    | 2017    |
| Liga MX             | Guadalajara | México    | 2017    |
| Superliga de Grecia | AEK Atenas  | Grecia    | 2022-23 |
| Copa de Grecia      | AEK Atenas  | Grecia    | 2022-23 |

#### Campeonatos internacionales
| Título                     | Club        | Sede   | Año  |
| -------------------------- | ----------- | ------ | ---- |
| Liga de Campeones CONCACAF | Guadalajara | México | 2018 |

### Distinciones individuales
| Distinción                                                       | Año  |
| ---------------------------------------------------------------- | ---- |
| Guerin d'Oro                                                     | 1999 |
| Premio Banco Galicia al Esfuerzo Deportivo                       | 2009 |
| Premio Alumni al Mejor director técnico de la Primera B Nacional | 2012 |
| Mejor director técnico del Torneo Clausura de la Liga MX         | 2017 |
| Mejor director técnico de la temporada de la Liga MX             | 2017 |